# 古林村
23°29′16.094″N 120°13′52.351″E / 23.48780389°N 120.23120861°E
古林村位於臺灣嘉義縣六腳鄉西南部，東接六南村，西以朴子溪東石鄉為界，南接更寮村，北接臺糖鐵路與崩山村相連，面積約為4.0200平方公里。

## 地理
古林村東接六南村，西以朴子溪與東石鄉為界，南接更寮村，北接臺糖鐵路與崩山村相連。
全村面積約為4.0200平方公里。

## 聚落歷史
- 行政沿革：

1945年(民國三十四年)二二八戰後，原隸屬台南縣東石區。
1950年(民國三十九年)，改隸於嘉義縣。
- 古林（林內）：位於溪流交會口,今於六腳大排和牛稠溪的交會處,自福建泉州府同安縣古時陳姓先民到此地開基時，見有綿延林投樹林，於此定居，後因村庄位於林投樹林之內，故得稱之林內。
- 過溝：位於六腳北岸，東魚寮偏北，過溝與林內間隔一水溝，由古林至此需經過溝而得名， 後因此地有人搭寮種菜，又名「菜寮仔」。
- 東魚寮：位於林內東側，由大陸泉州府南安縣移民所建立，形成時間晚於林內，林內人初來此建魚寮而居，故稱東魚寮，後因三位婦女從事海運，用竹筏往返於東石到臺南，運輸福杉及染料，此為卸貨站，漸居多人。[2]

## 教育資源
目前此地無學校，學生大多就讀更寮國民小學（页面存档备份，存于）、六嘉國民中學（页面存档备份，存于）、朴子國民中學 （页面存档备份，存于）、東石國民中學 （页面存档备份，存于）。

## 文化資源

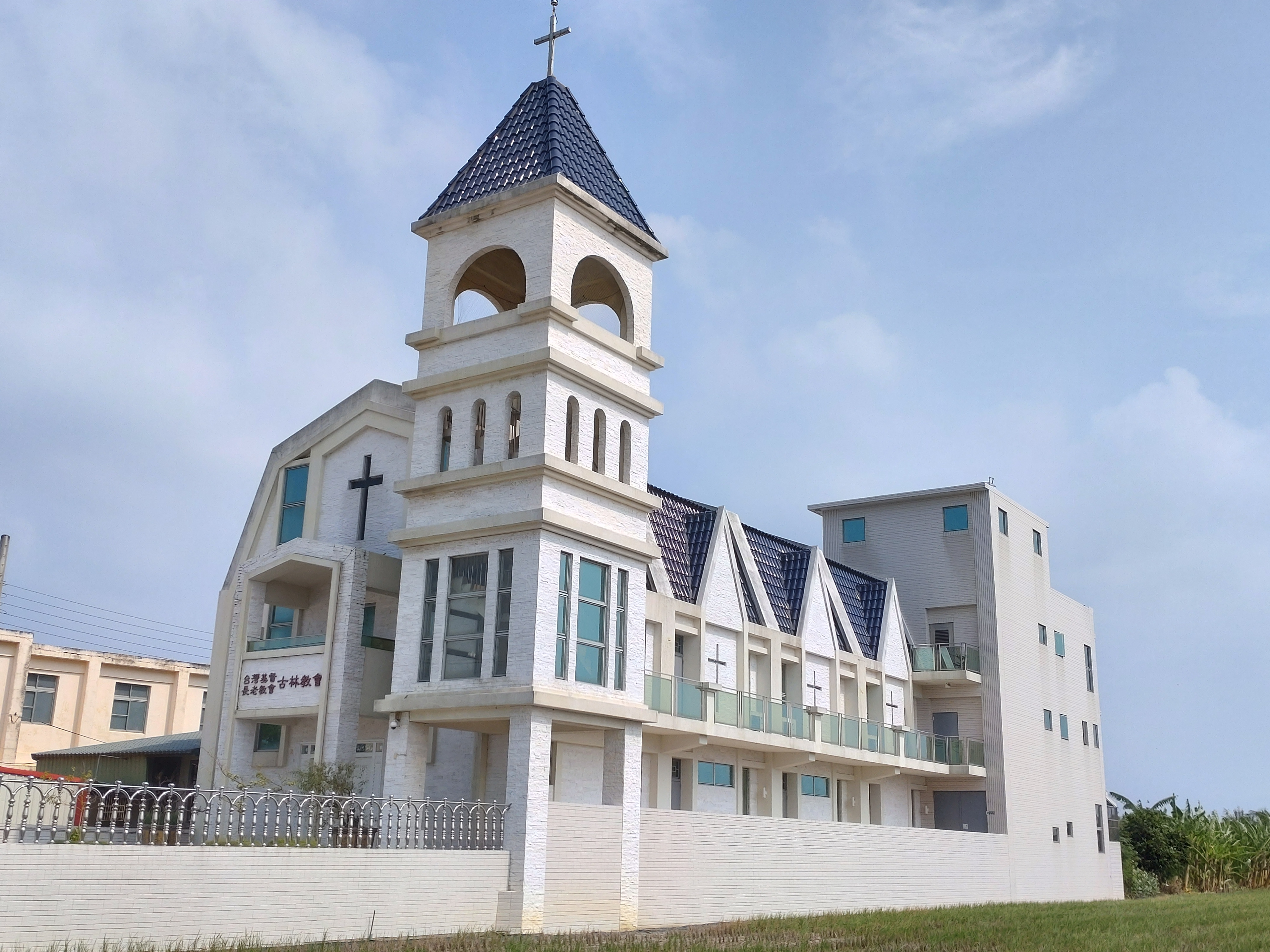
古林教會為六腳鄉之基督信仰中心

古林教會，由朴子教會分設，為六腳鄉之基督信仰中心。
德安宮  創立於1837年，位於嘉義縣六腳鄉古林村林內112號，主祀王爺，陪祀中壇元帥、土地公 。德安宮源於清朝時期，以吳姓為大姓的村民參拜，並恭稱「吳王爺」。1837（道光十七年）擇地重建，每逢農曆九月或十月，不定期舉辦祭典慶祝，1949（民國三十八年）然本原稱南巡德安宮，據稱之五府千歲之行官，1982（民國七十一年）九月十五日屆逢祭典，再度發起重建之議，由村長吳顯彰等十餘人籌畫，1983（民國七十一年）十二月下旬召開信徒大會，1983（民國七十二年）十月上旬完工命之「德安宮」。